# Alessandro Blasetti

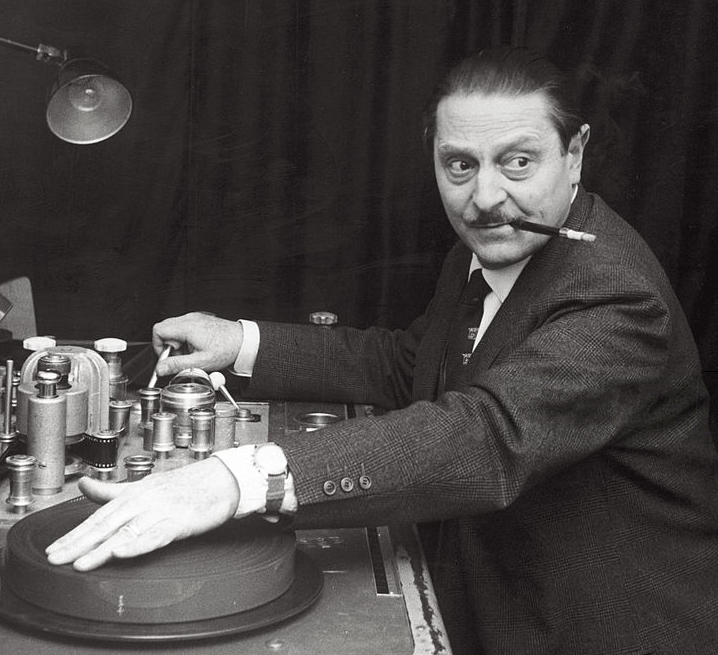
Alessandro Blasetti în 1954

Alessandro Blasetti (n. 3 iulie 1900, Roma, Regatul Italiei – d. 1 februarie 1987, Roma, Italia) a fost un regizor și scenarist, licențiat în drept critic cinematografic italian care a influențat neorealismul italian cu filmul Evadare sentimentală (Quattro passi fra le nuvole, 1942). Blasetti a fost una dintre figurile principale ale cinematografiei italiene în perioada interbelică.
Printre cele mai cunoscute filme ale sale se numără Mantia (Palio, 1932),  Coroana de fier (La corona di ferro, 1941), Prima împărtășanie (1950) și Eu, eu, eu... și ceilalți.

## Biografie
După ce a urmat academia militară din 1917 până în 1918, Blasetti a lucrat pentru ca funcționar de bancă și a absolvit dreptul în 1924. Pasiunea pentru cinema l-a determinat să scrie recenzii pentru L'Impero în 1925; în cele din urmă a fondat în 1927 Il Cinematografo și în cele din urmă Lo spettacolo d'Italia împreună cu alți intelectuali.
În 1928 a trecut la regie, primul său film Sole a fost deja un succes și este considerat un precursor al neorealismului. Doar câteva scene au supraviețuit din acest film zurnat în Mlaștinile Pontine. Al doilea film al său, Nerone, este unul dintre filmele istorice monumentale, după care Blasetti a trecut și la comedii.
Blasetti a avut succes atât la public, cât și la critici, creativitatea lui i-a permis să recunoască noi tendințe și să le însușească rapid sau chiar să le inițieze. Există exemple timpurii de vedetism (Păcat că ești o canalie, 1954 cu Sophia Loren) și documentarele sexy (Europa di notte, 1959), precursoarele genului de filme mondo.
Din 1964 Blasetti a lucrat și pentru televiziune. Printre lucrări notabile se numără seria în două părți Napoli 1860: La fine dei Borboni și seria în trei părți Racconti di fantascienza din 1979.
În 1967 a fost președintele juriului la Festivalul de Film de la Cannes.

## Filmografie selectivă
- 1929 Soarele (Sole)
- 1930 Nerone
- 1931 Pământul mamă (Terra madre)
- 1931 Învierea (Resurrectio)
- 1932 Mantia (Palio)

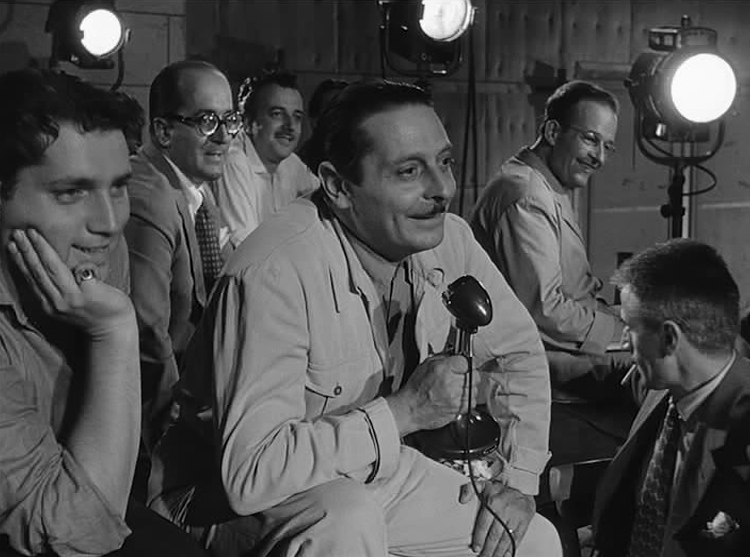
Blasetti în propriul rol din filmul Cea mai frumoasă (1951)

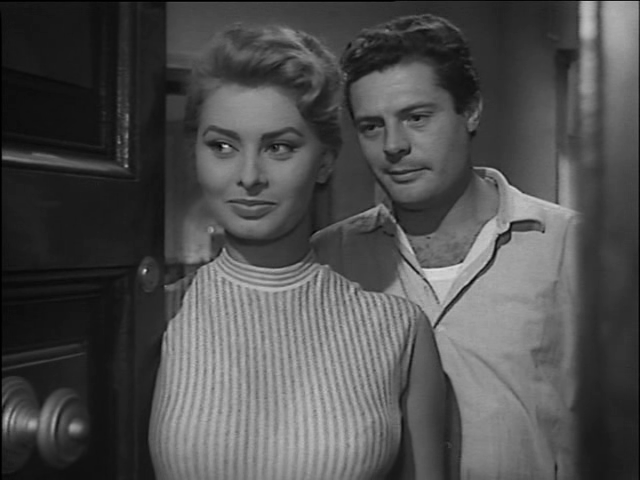
Scenă din filmul Păcat că ești o canalie (1954)

- 1932 Masa săracilor (La tavola dei poveri)
- 1932 Assisi
- 1933 Il caso Haller
- 1934 1860
- 1934 L'impiegata di papà
- 1934 Vechea gardă (Vecchia guardia)
- 1935 Aldebaran
- 1937 Contesa de Parma (Contessa di Parma)
- 1938 Regele spadei (Ettore Fieramosca)
- 1938 Caccia alla volpe nella campagna romana
- 1939 Retroscena
- 1939 Cavalerul mascat (Un'avventura di Salvator Rosa)
- 1940 Napoli e le terre d'oltremare
- 1941 Coroana de fier (La corona di ferro)
- 1942 Ospățul nebunilor (La cena delle beffe)
- 1942 Evadare sentimentală (4 passi fra le nuvole)
- 1943 Nimeni nu se întoarce (Nessuno torna indietro)
- 1945 Sulla cupola di San Pietro
- 1946 O zi din viață (Un giorno nella vita)
- 1947 La gemma orientale dei papi
- 1947 Il duomo di Milano
- 1947 Castel Sant'Angelo (Castel Sant'Angelo)
- 1949 Fabiola
- 1950 Prima împărtășanie (Prima comunione)
- 1952 Vremurile de altădată (Altri tempi - Zibaldone n. 1)
- 1952 La fiammata
- 1953 Miracolo a Ferrara
- 1954 Vremurile noastre (Tempi nostri - Zibaldone n. 2)
- 1954 Păcat că ești o canalie (Peccato che sia una canaglia)
- 1956 Norocul de a fi femeie (La fortuna di essere donna)
- 1957 Dragoste și pălăvrăgeli (Amore e chiacchiere)
- 1958 Europa noaptea (Europa di notte)
- 1963 Liolà
- 1966 Eu, eu, eu... și ceilalți (Io, io, io... e gli altri)
- 1967 La ragazza del bersagliere
- 1969 Simón Bolívar
- 1970 Napoli 1860 - La fine dei Borboni
- 1978 Racconti di fantascienza

## Premii
- Festivalul de Film de la Veneția
  - 1941: Coppa Mussolini pentru cel mai bun film italian – Coroana de fier
  - 1980: Premiul Pietro Bianchi
  - 1982: Leul de Aur pentru întreaga carieră

- David di Donatello
  - 1963: Targa d'oro
  - 1966: Cel mai bun regizor – Eu, eu, eu... și ceilalți

- Nastri d'argento
  - 1946: Cel mai bun regizor – O zi din viață
  - 1951: Cel mai bun regizor și Cel mai bun scenariu – Prima împărtășanie